# Nove Ložine
Nove Ložine je naselje u slovenskoj Općini Kočevju. Nove Ložine se nalazi u pokrajini Dolenjskoj i statističkoj regiji Jugoistočnoj Sloveniji. 

## Stanovništvo
Prema popisu stanovništva iz 2002. godine naselje je imalo 48 stanovnika.